# Handled
| Höger handleds baksida.                                                                     |
| Höger handleds framsida.                                                                    |
| Höger handled, baksida respektive framsida. Bilder: Brian C. Goss / Wikimedia Commons. (PD) |
| Handledens ligament.                                                                        |
| Handledens ligament.                                                                        |
| Handledens ligament, fram- och baksida. Illustration: Gray's Anatomy, 1918. (PD)            |

Handled, radiokarpalled (latin: articulatio radiocarpea) är i människans kropp den flexibla och smala leden mellan underarmen och handen. 
Handleden består egentligen av flera leder av olika typ. Den viktigaste är radiokarpalleden mellan strålbenet (radius) (samt i begränsad omfattning armbågsbenet (ulna) och handloven (carpus). Tillsammans med handlovens leder medger radiokarpalleden utsträckning (extension/dorsalflexion) och nedsänkning (flexion/volarflexion) av handen på nästan 90°. Dessutom finns en rörlighet i sidled (adduktion/ulnarföring samt abduktion/radialföring) på 20° respektive 40°.
Förutom radiokarpalleden finns leder mellan handlovens ben (art. intercarpea); en genomgående led mellan de proximala och distala handlovsbenen (art. mediocarpea); samt en led (art. carpometacarpea) mellan handloven och mellanhandens (metacarpus) fyra ulnara metakarpalbenen.
Tummens (pollex) rotled (art. carpometacarpea pollicis) har en helt självständig ledhåla och ingår därför inte i handleden.
Handboll och armbrytning är sporter som förknippas med starka handleder.